# Oratemnus manilanus
Oratemnus manilanus är en spindeldjursart som beskrevs av Beier 1932. Oratemnus manilanus ingår i släktet Oratemnus och familjen Atemnidae. Inga underarter finns listade i Catalogue of Life.